# Noatak (fleuve)
Pour les articles homonymes, voir Noatak.
La rivière Noatak est une rivière au nord-ouest de l'Alaska aux États-Unis, de 420 milles (676 km) de long, située dans le borough de Northwest Arctic.
Elle prend sa source au mont Igikpak dans les montagnes Schwatka de la chaîne Brooks, à l'intérieur du parc national et réserve des Gates of the Arctic et coule en direction de l'ouest jusqu'à la mer des Tchouktches, dans le golfe de Kotzebue. Son cours est entièrement situé au nord du cercle arctique.
Depuis le 2 décembre 1980, le cours d'eau entre sa source dans le parc national et réserve des Gates of the Arctic et la rivière Kelly, située dans la réserve nationale Noatak ont été désignés comme National Wild and Scenic River.
Le seul village existant dans le bassin de la rivière Noatak est Noatak.

## Affluents

### Rive gauche
- Cutler – 45 milles (72 km)
  - Imelyak – 55 milles (89 km)
- Eli – 90 milles (145 km)
- Agashashok – 42 milles (68 km)

### Rive droite
- Aniuk – 45 milles (72 km)
- Anisak – 65 milles (105 km)
- Nimiuktuk
- Kugururok – 60 milles (97 km)
- Kelly – 45 milles (72 km)